# Енисейски киргизи
Енисейските киргизи са тюркски народ, обитавал от древността до 18 век степните долини по горното течение на река Енисей.
Повечето писмени сведения за киргизите, особено за тяхната ранна история, идват от китайски източници. Първото им споменаване е във връзка с подчиняването им от владетеля на хунну Маодун в самия край на 3 век пр.н.е. По-късно киргизките владетели извеждат своето родословие от Ли Лин (?-74 пр.н.е.), китайски военачалник, преминал на служба при хунну. При подчиняването си от хунну киргизите вече живеят по горното течение на Енисей, западно от народа динлин, в ареала на известната от археологията таштъкска култура.
След разгрома на хунну киргизите последователно са подчинени на жоужан, Тюркския и Уйгурския хаганат, но изглежда запазват относителна самостоятелност. От средата на 7 век до средата на 8 век те вероятно са независими и поддържат преки отношения с китайската държава Тан, след което отново са подчинени от уйгурите.
През 840 година киргизите унищожават Уйгурския хаганат и създават свой Киргизки хаганат, поставяйки под свой контрол степните области от Таримския басейн до Манджурия. По този начин те стават съседи на Тан и сведенията за тях от този период са значително повече. Според китайските източници те имат европеидни черти, занимават се със земеделие и скотовъдство, известни са с производството на метали, а езикът им е близък до този на уйгурите и използват същата орхонска писменост.
В средата на 10 век киргизите губят голяма част от владенията си, но запазват своята самостоятелност до 1207 година, когато Джучи присъединява земите им към Монголската империя. През 14 век монголите преселват значителен брой киргизи на юг по поречието на река Или, като се смята, че от тях, подложени на силно кипчакско влияние, произлизат съвременните киргизи. След постепенната дезинтеграция на Монголската империя киргизите образуват обединение на няколко улуса, които руснаците, появили се в региона в началото на 17 век, наричат Киргизка землица.
През 17 век в съюз с Джунгарското ханство киргизите оказват упорита съпротива срещу руската колонизация, но през 1703 година са разгромени и основната част от тях са избити или изселени от родните им земи към Джунгарското ханство. Там повечето от тях са асимилирани, а една група по-късно е преселена от китайските власти в Манджурия, и запазва своята идентичност до наши дни под името фуюйски киргизи. Смята се, че останалите по горното течение на Енисей киргизи, са предци на част от съвременните етнически групи, наричани със сборните наименования хакаси и алтайци.